# Анастасія Лерой
Анастасія Лерой (англ. Anastasia Le-Roy, нар. 11 вересня 1987) — ямайська легкоатлетка, яка спеціалізується в спринтерських дисциплінах, призерка світових і континентальних першостей в спринтерських (переважно естафетних) дисциплінах.
На чемпіонаті світу-2019 здобула «бронзу» в жіночій естафеті 4×400 метрів, взявши участь у попередньому забігу.